# Bornsjöegendomarna

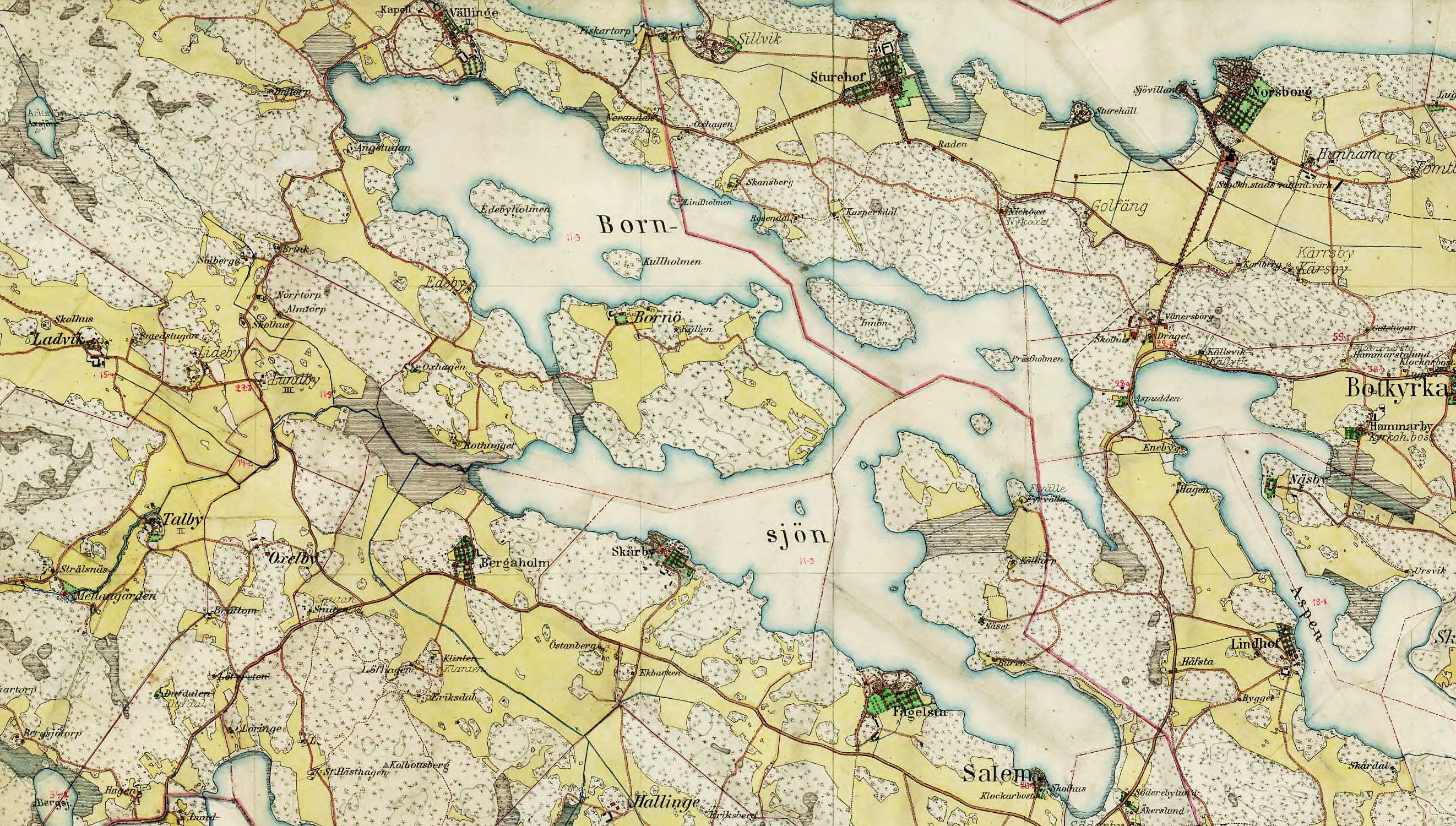
Bornsjön och Bornsjöegendomarna på Häradsekonomiska kartan från sekelskiftet 1900: Norsborg, Sturehov, Vällinge, Bornö, Ladvik, Bergaholm, Skårby, Hallinge och Fågelsta.

Bornsjöegendomarna kallas  ett tiotal lantegendomar vid Bornsjön och Mälaren i Stockholms län som förvärvades kring sekelskiftet 1900 av Stockholms stad för att trygga försörjningen med dricksvatten för Stockholms befolkning. Stockholm Vatten och Avfall äger sedan 1992 Bornsjöegendomarna och över 90 procent av avrinningsområdet kring Bornsjön. Bland Bornsjöegendomarna märks de bevarade huvudbyggnaderna för Norsborg, Sturehov, Vällinge, Ladvik och Bergaholm.

## Bakgrund
Stockholms första vattenverk från 1861 vid Skanstull hade mot slutet av 1890-talet trots flera utbyggnader nått sitt kapacitetstak. Varma sommardagar med stor vattenåtgång kunde vattenbrist drabba Stockholms invånare. Den planerade Hammarbyleden mellan Årstaviken och Saltsjön gjorde även vattenverkets läge vid Årstaviken olämplig.  År 1898 inleddes därför sökandet efter en passande ytvattentäkt i Stockholms vidare omgivning sedan provborrningar i åsarna kring staden givit klent resultat och Drevviken, Albysjön, Tullingesjön samt andra närbelägna vattendrag inte bedömdes vara framtidssäkra vattentäkter.

## Bornsjön och Mälaren

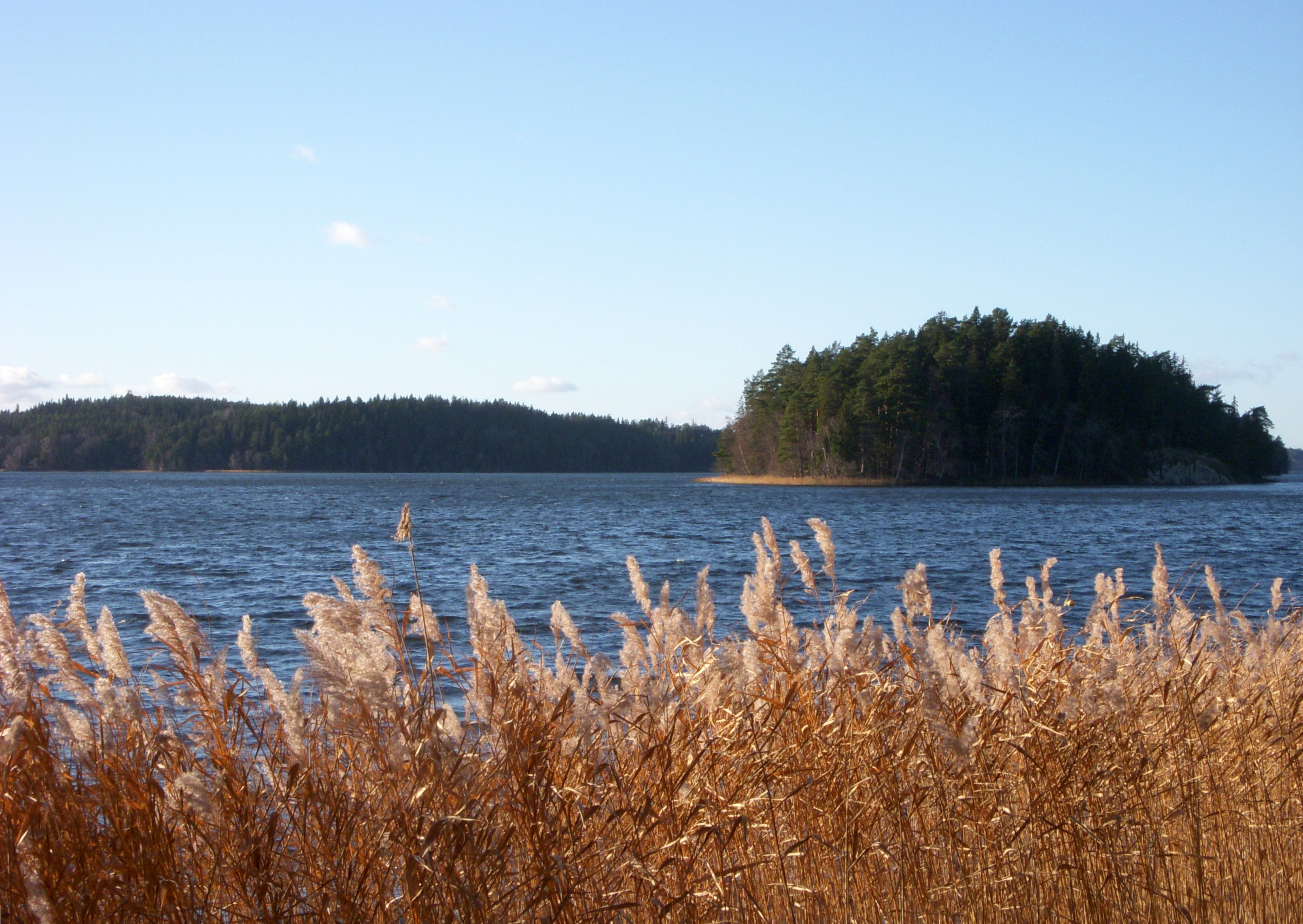
Bornsjön med ön Prästholmen, 2010.

Cirka 25 kilometer söder om Stockholm, i Botkyrkas och Salems socknar fastnade Stockholms vattenledningsverks ingenjörer för Bornsjön, en lämplig  ytvattentäkt med kristallklart vatten. Nära Sturehov fick man även tillgång till rikligt med grundvatten i Ekeröåsen som är en del av den mäktiga Uppsalaåsen.
Området var i det närmaste obebyggt och låg dessutom nära Mälaren, för endast genom Mälarens outtömliga vattenreserv kunde Stockholm försörjas med vatten även långt in i framtiden. Vid Norsborgs herrgård planerades därför ett nytt vattenverk (Norsborgs vattenverk) och Bornsjöns klara vatten skulle användas som en sorts reserv vid exempelvis långvariga saltvatteninflöden vid uppsjö från Östersjön till Mälaren. I en eventuell krissituation då Norsbergsverket slogs ut kunde Bornsjövattnet levereras efter lite klorering och rädda situationen för stockholmarna.
Stockholms vattenledningsverk tillfrågade en expert, byggnadsrådet E. Beer, direktör på Berliner Wasserwerke, som tillstyrkte förslaget i oktober 1899. Utöver själva vattenområdena planerade man även att säkra berörda avrinningsområdena som sträcker sig långt söderut ända ner till Rönninge. Hur trakten runt Bornsjön såg ut när planerna tog gestalt framgår av den samtida Häradsekonomiska kartan från 1901.

## Markköpet

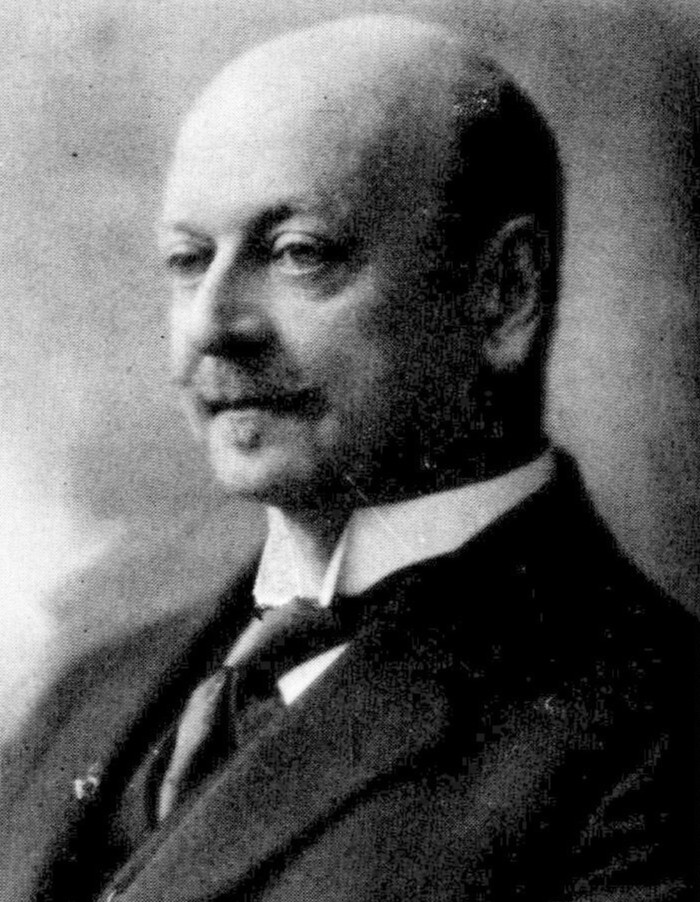
F. Wilhelm Hansen

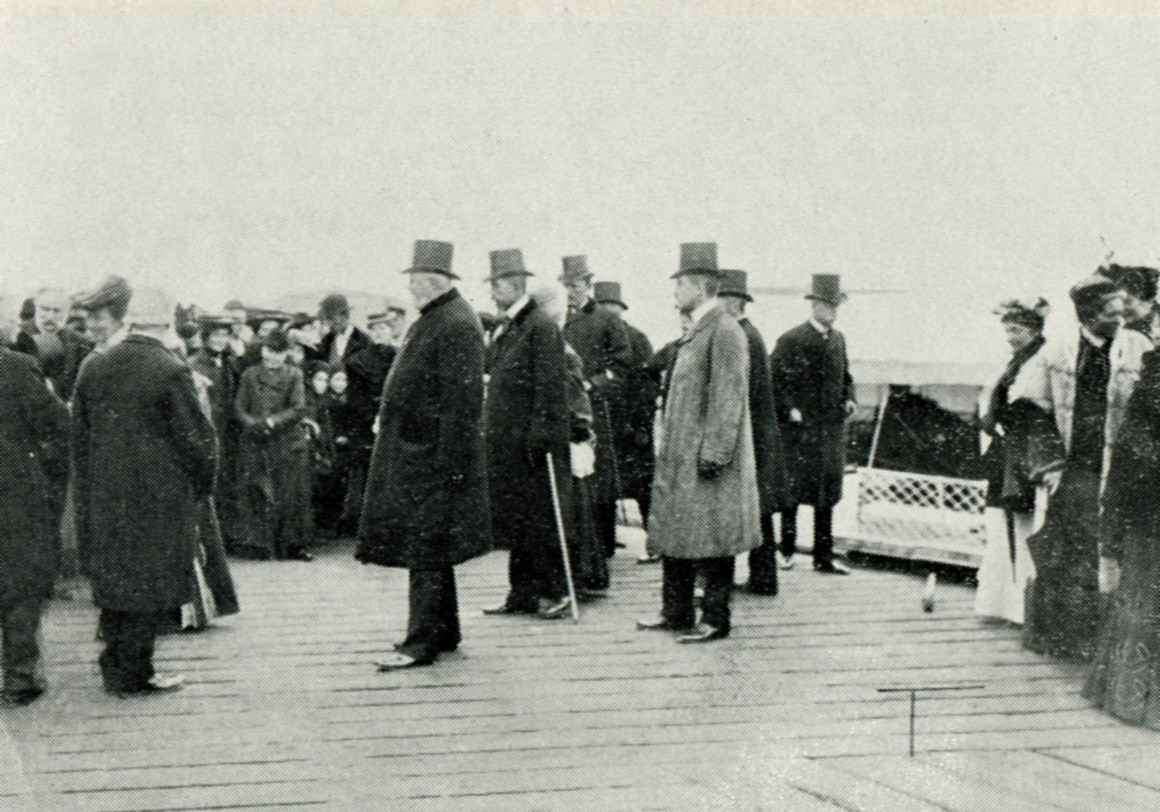
Kung Oscar II med följe anländer vid invigningen av Norsborgs vattenverk den 6 oktober 1904.

Istället för att bruka marken blev det i slutet av 1800-talet allt lönsammare att sälja stora landområden i storstädernas närhet för exploatering för framtida samhällsutveckling. Tillfället att förvärva egendomarna runt Bornsjön var alltså gynnsamma, men markspekulation kunde driva upp priserna genom det vid tiden vanliga ”tomtjobberiet”. Det gick så till att ”tomtjobbarna” försökte röja stadens planer för framtida tomtinköp och förekomma dessa med egna förvärv och sedan sälja med god vinst till staden. Någon expropriering till skydd av vattentäkter fanns inte vid den tiden.
Planerna beträffande markköp för Stockholms framtida vattenförsörjning hölls därför hemliga. En förhandlingsdelegation under ledning av vattenverkschefen Fredrik Wilhelm Hansen skrev redan på sommaren 1899 villkorliga avtal med de berörda markägarna. I slutet av år 1899 köpte staden, sedan man fått klartecken av direktör E. Beer i Berlin, egendomarna Norsborg, Bergaholm, Fågelsta, Vällinge, Bornö, Ladvik, Lideby och Sturehov med underliggande gårdar och torp. Hela köpet omfattade en areal av cirka 3 700 hektar och blev stadens största enskilda markförvärv vid den tiden. Men trots det stora markköpet fattades några pusselbitar och ytterligare förvärv ägde rum mellan 1903 och 1908, med bland annat Skårby gård, östra Hallinge och delar av kronoegendomarana Lindhov och Hammarby. De ursprungliga ägarna eller deras ättlingar fick i regel bo kvar under en övergångstid som hyresgäster eller arrendatorer. 
Det nya vattenverket vid Norsborg invigdes den 6 oktober 1904 av kung Oscar II och dricksvattnet kunde pumpas in i den drygt 20 kilometer långa huvudvattenledningen mellan Norsborg och Stockholm. Till en början togs råvattnet från Bornsjön och Ekeröåsen. Mer och mer mark köptes in och 1920 ägde staden 85 procent av nederbördsområdet (år 2015 var det över 90 procent). För att även fortsättningsvis hålla Bornsjön ren hade arrendatorer inskrivet i sina kontrakt att man inte fick bada eller tvätta kläder i sjön. 1920 fridlystes Bornsjön av Länsstyrelsen, vilket innebär fiskeförbud och att allmänheten inte får beträda sjöns yta, inte ens på vinterns is. Till och med Salems kyrkas gamla kyrkogård, som ligger på sluttningen ner mot Bornsjön, fick inte längre användas för kistbegravningar efter 1908. För att övervaka att pålagorna följdes anställdes en tillsynsman. 
I en motion av stadsfullmäktige 1938 ifrågasattes det framtida behovet av att ha Bornsjön kvar som reservvattentäkt och föreslagit att släppa Bornsjöegendomarna fria för rekreation och friluftsliv. Under andra världskriget insåg man dock betydelsen av att ha Bornsjön kvar i en nödsituation ifall Norsborgsverket skulle drabbas av ett haveri eller ett fientligt angrepp. Det tidigare förslaget att avveckla Bornsjön och därmed Bornsjöegendomarna var därmed från bordet.

## Historiska bilder, gårdar (urval)

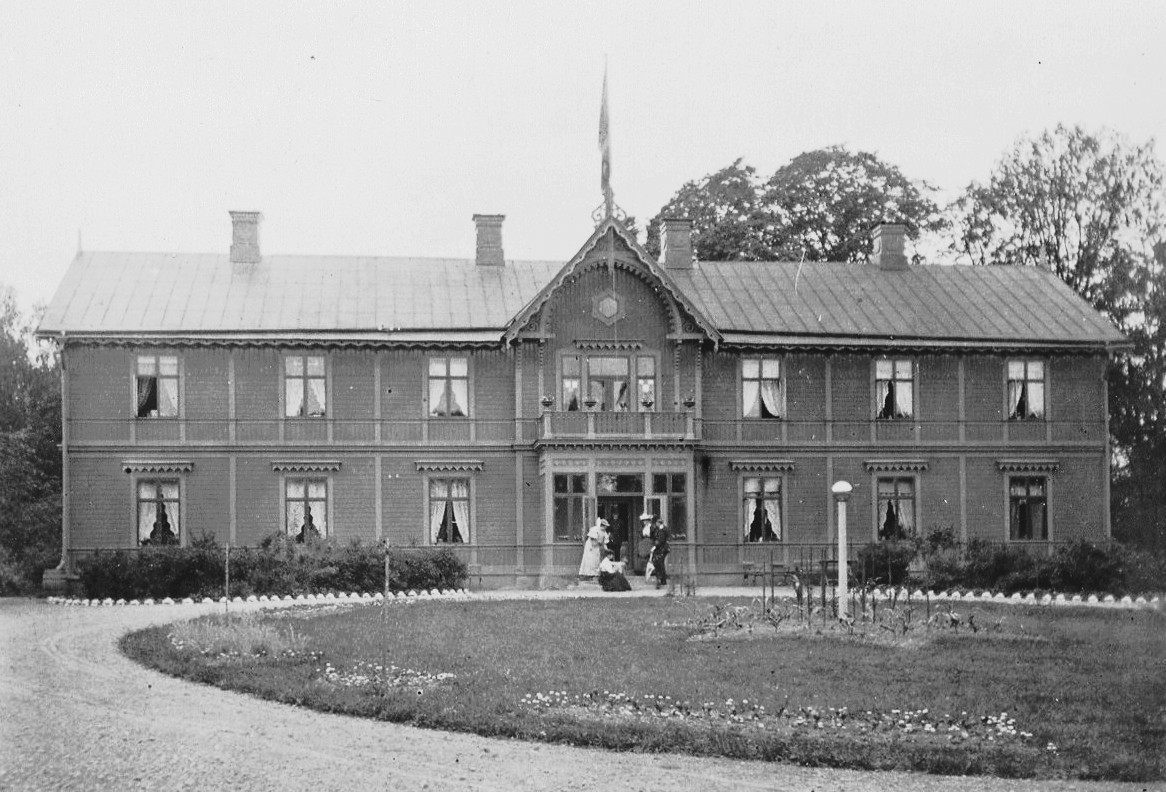
Skårby gård, 1890 (revs på 1940-talet)
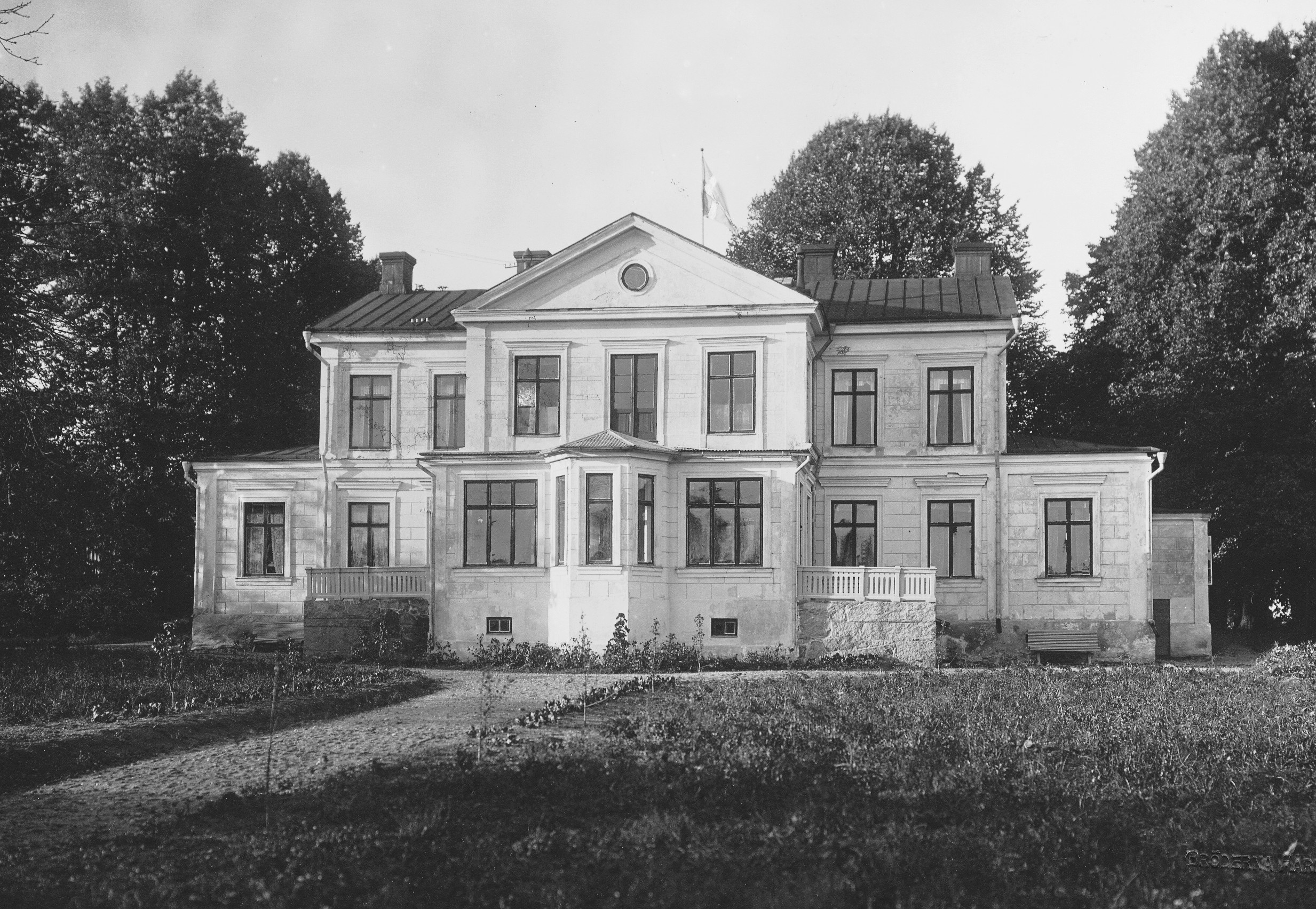
Fågelsta gård, 1916 (revs på 1930-talet)
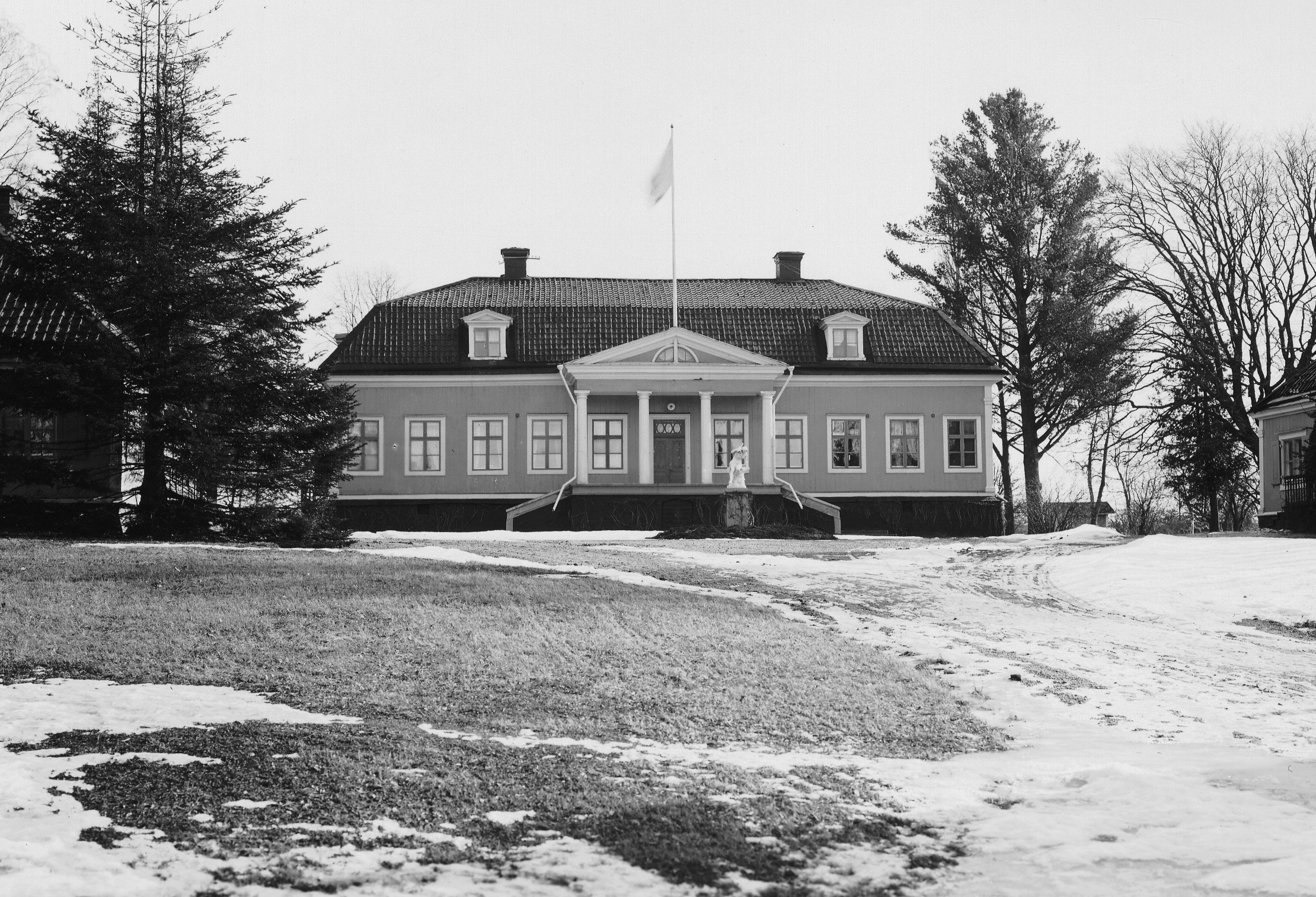
Norsborgs herrgård, 1918 (huvudbyggnaden brann ner 2019-04-22)
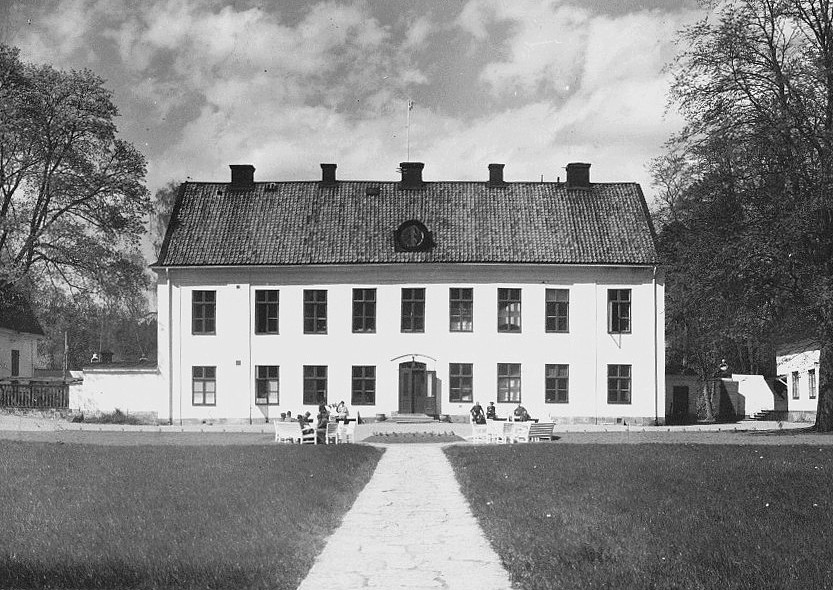
Vällinge, 1945 (finns kvar)
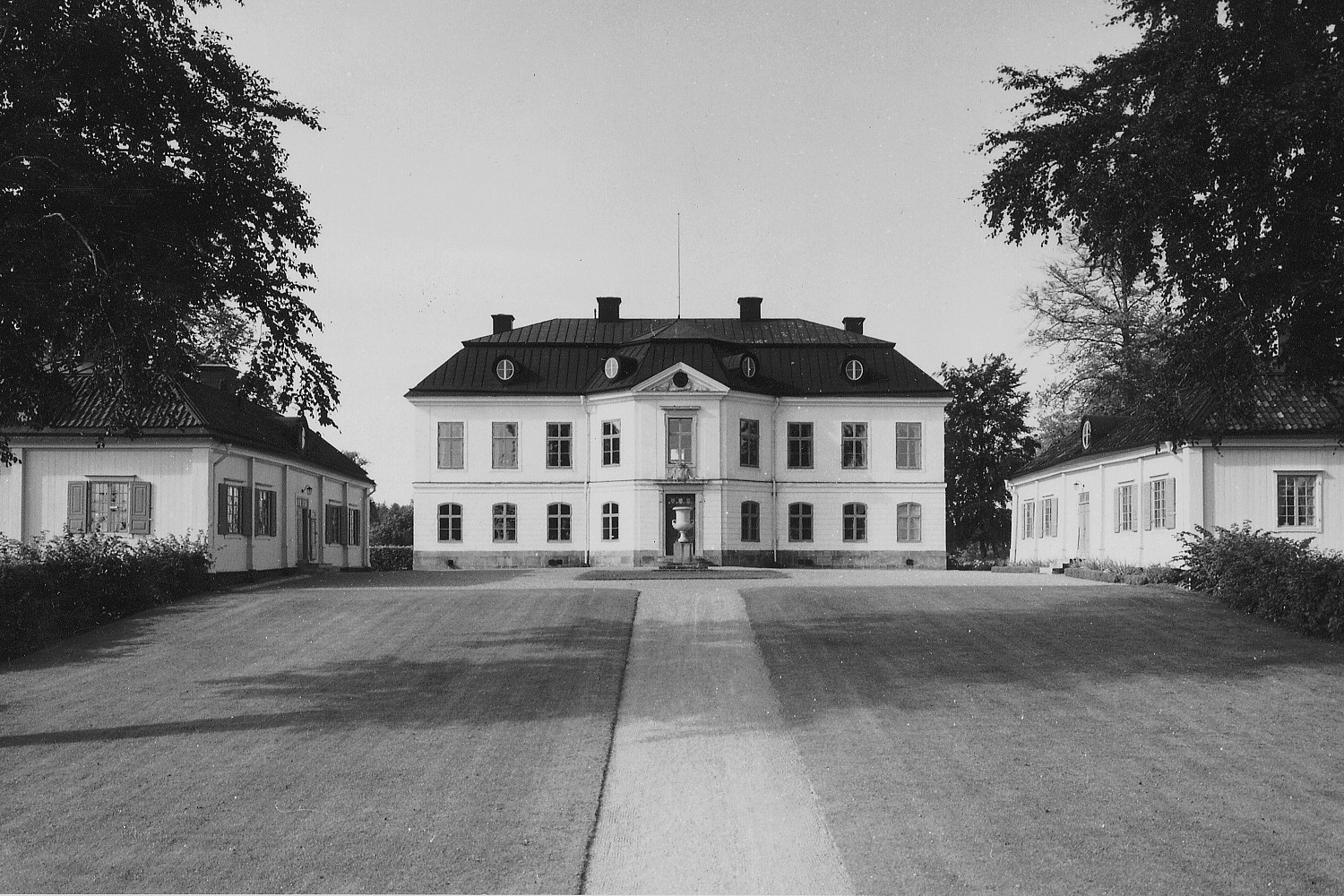
Sturehov, 1959 (finns kvar)

## Bornsjöegendomarnas vidare historik

### Byggnader

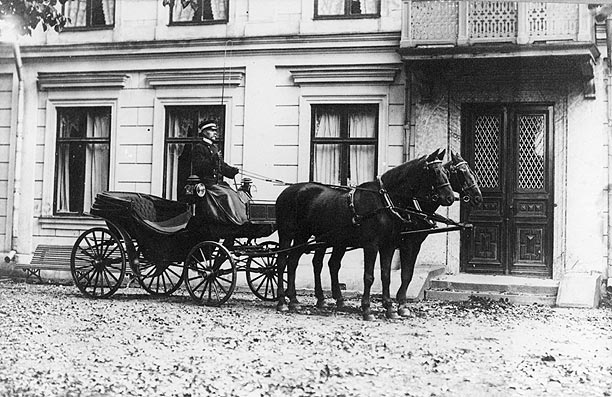
Fågelsta gårds corps de logi omkring 1920 (revs på 1930-talet).

Många av Bornsjöegendomarnas byggnader revs under 1900-talets första hälft, särskild där huvudbyggnaden låg nära Bornsjöns strand. Fågelsta gårds vackra corps de logi revs på 1930-talet, kvarvarande byggnader är uthyrda till privatpersoner. Skårby gård användes som pensionat och hem för krigsflyktingar under andra världskriget. Därefter lät man riva de flesta byggnader med undantag av södra flygeln som är fritidshus. Edeby, som låg under Vällinge, revs 1936 och Bornö redan 1910. Lilla Lideby revs omkring 1920 och Stora Lideby 1938. Vällinge fick vara kvar och öppnade 1906 som ett konvalescenthem för "obemedlade sjuklingar från Stockholms stad". Sedan 1943 är Vällinge med omgivning plats för Hemvärnets stridsskola. Norsborgs herrgård ligger på vattenverksområdet och nyttjas av Stockholm Vatten respektive är uthyrd till privatpersoner, likaså Bergaholm och Ladvik. 
Sturehov köptes för 252 800 kronor från Adam Reuterskiölds änka, Charlotta. Därefter utarrenderades egendomen till henne och fram till 1918 till hennes son, Lennart. Sturehov tömdes aldrig på sina inventarier och har en särställning bland Bornsjöegendomarna då gården är en av Sveriges vackraste och mest kompletta anläggningar i gustaviansk stil, gestaltad av arkitekt Carl Fredrik Adelcrantz. Slottet, som det också kallas, genomgick på 1950-talet en omfattande renovering och nyttjas sedan dess av Stockholms stad för representation. Huvudbyggnaden är tillgänglig för allmänheten i samband med visningar. Även många torp försvann, bland dem som bevarades märks Lundby parstuga som sedan 1993 är ett lagskyddat byggnadsminne.

### Friluftsliv, naturvård och framtid

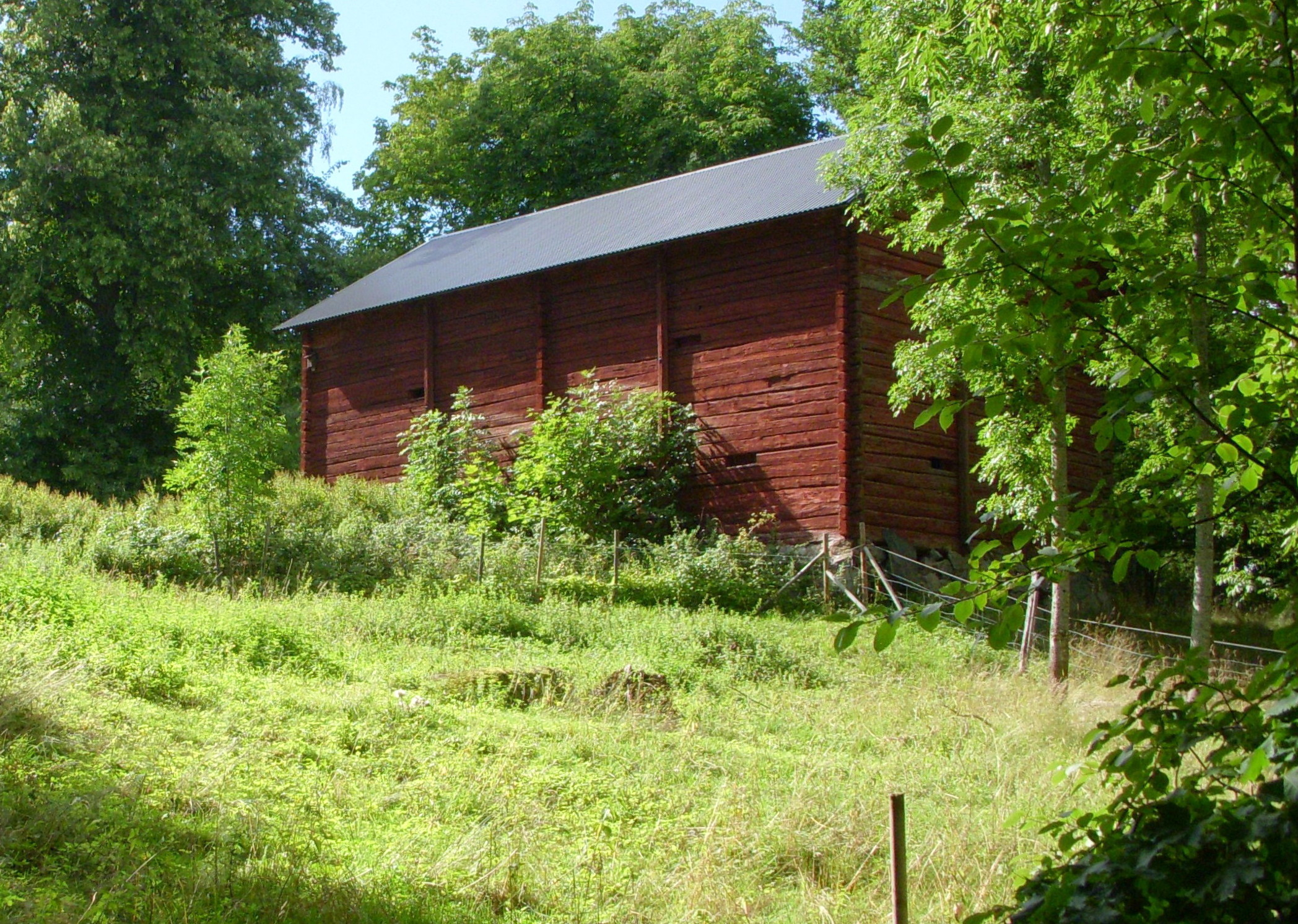
Skårbys bevarade spannmålsbod, en etapp på Bornsjöns natur- och kulturstig.

Områdena kring Bornsjön, med undantag av sjöns vattenyta, gjordes så småningom tillgängliga för det rörliga friluftslivet, trots att en kommitté, som 1952 skulle undersöka frågan, aldrig kom till något resultat. Stockholm Vatten anlade en elva kilometer lång natur- och kulturstig som sträcker sig söder om sjön mellan Bergaholm och Fågelsta. På 45 informationspunkter berättas om platsernas historik och speciella natur. 1995 bildades Bornsjöns naturreservat som omfattar 4 600 hektar land- och vatten och är därmed länets största naturreservat. Trots alla försiktighetsåtgärder och restriktioner kring Bornsjön, drabbades sjön år 2004 av kräftpest. Orsaken var troligen illegal utplantering av signalkräftor. Ett försök att med 140 000 nya flodkräftor plantera in ett nytt bestånd misslyckade.
Ett storskaligt anlagt experiment att minska läckage av fosfor till sjöar och hav är Projekt Born, som startade år 2013 på åkrarna söder om Bergaholms gård. Projektet är ett samarbete mellan Stockholm Vatten och Nordkalk, och har delfinansierats av Baltic Sea Action Plan (BSAP). Strukturkalkning av jordbruksmark har visat på en minskning av fosforläckage på 50 procent och genom anläggning av kalkfilterdiken har minskningen uppgått till hela 80 procent, samtidigt ökade avkastningen. Metoden med kalkfilterdiken skall kunna tillämpas även på andra håll i världen. Projektet beräknas pågå åtminstone till år 2018.
Bornsjöegendomarnas enorma, skyddade areal börjar ifrågasättas i sin nuvarande form. I februari 2014 framlade Stockholms handelskammare en rapport över marktillgången för framtida bostadsproduktion i Stockholm och grannkommunerna med tanke på att Stockholms stad lovar 140 000 nya bostäder till år 2030. Bland de största hindren för bostadsbyggen i sydvästra Stockholm finns enligt handelskammaren bland annat Bornsjöegendomarna.

### Stockholm Vatten blir ägare
I november 1992 förvärvade Stockholm Vatten mark av Stockholms stad för sammanlagt 500 miljoner kronor. I köpet ingick även Bornsjöegendomarna som värderades till 75 miljoner kronor. Stockholm Vatten är officiell ägare av Bornsjöegendomarna medan Stockholms fastighetskontor förvaltar byggnadsbeståndet. Fram till år 2012 var det arrendatorer som skötte Bornsjöegendomarnas jordbruk, därefter övertog Stockholm Vatten även driften av jordbruket i egen regi. Man kan därmed genomföra åtgärder för att minska näringsläckaget från jordbruket till sjön.

## Nutida bilder, gårdar (urval)

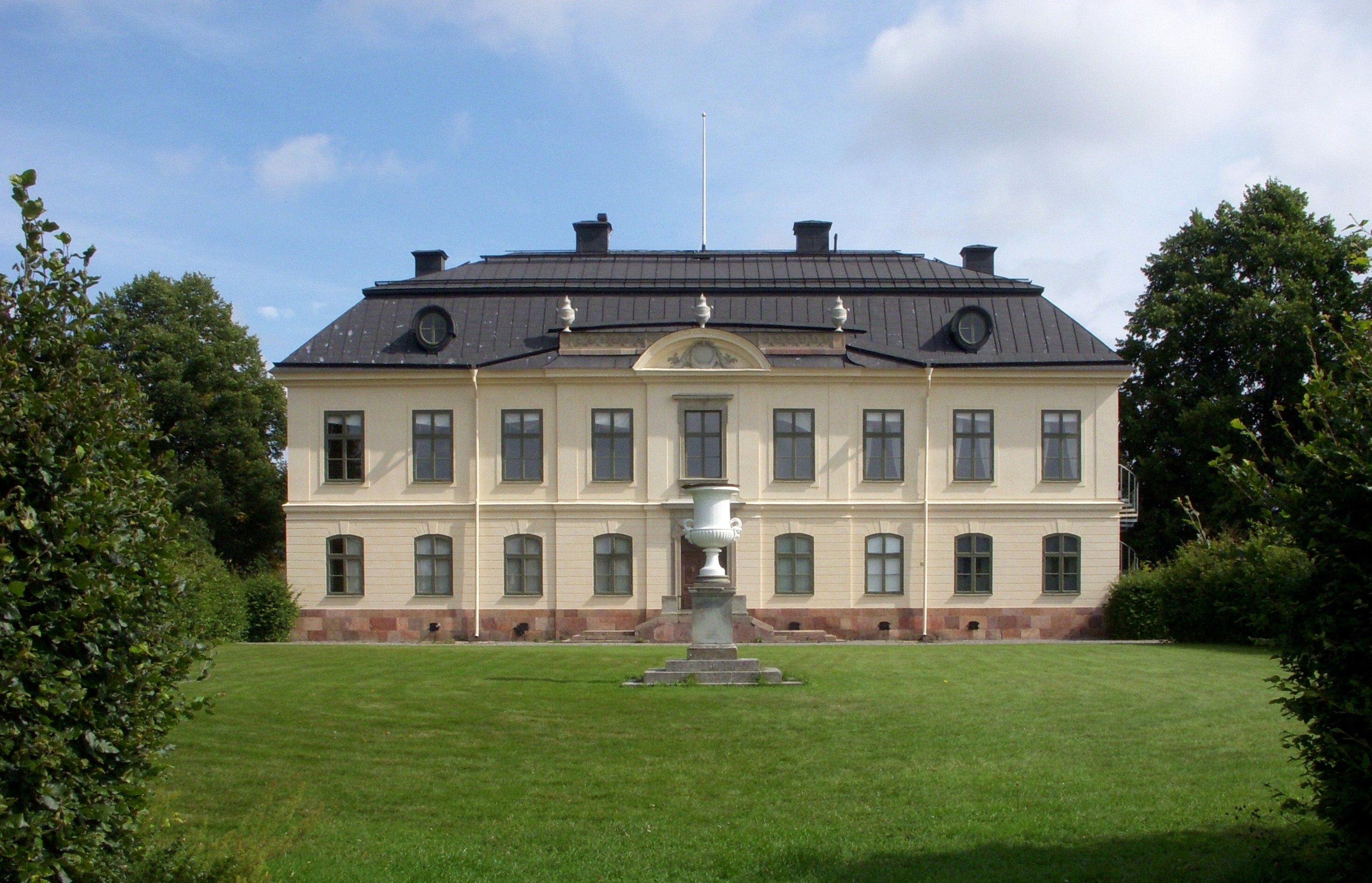
Sturehov, 2011.
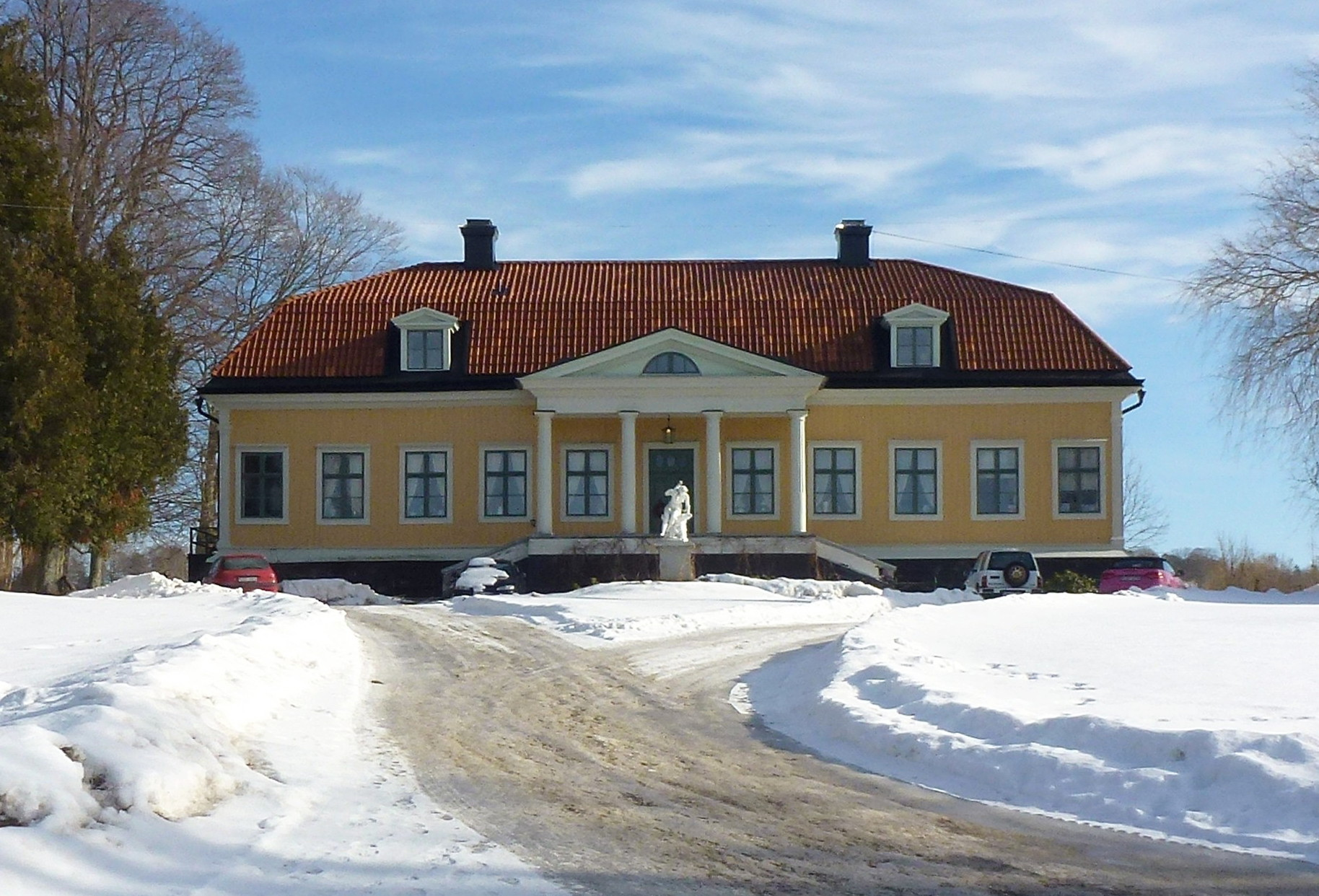
Norsborg, 2013.
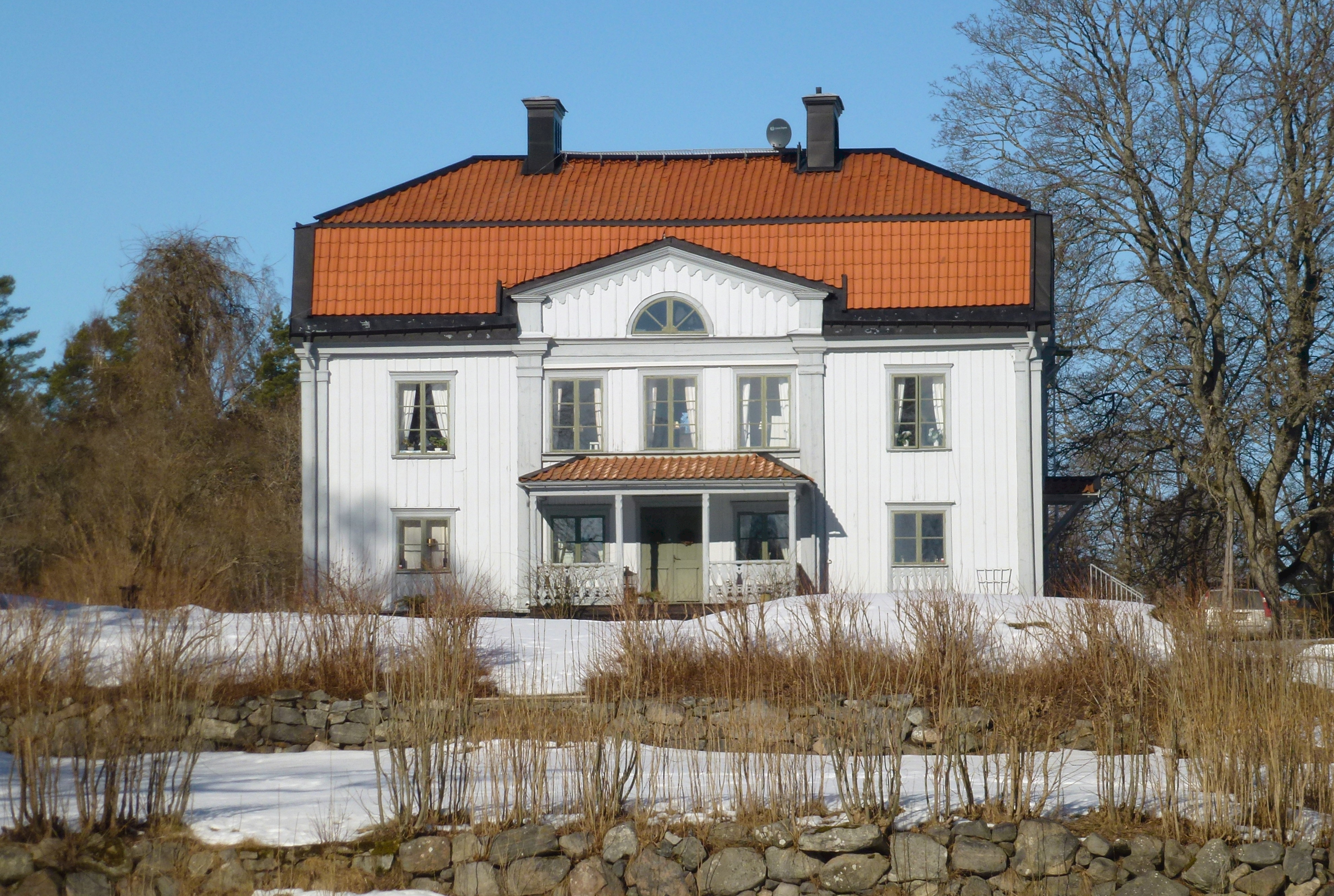
Bergaholm, 2013.
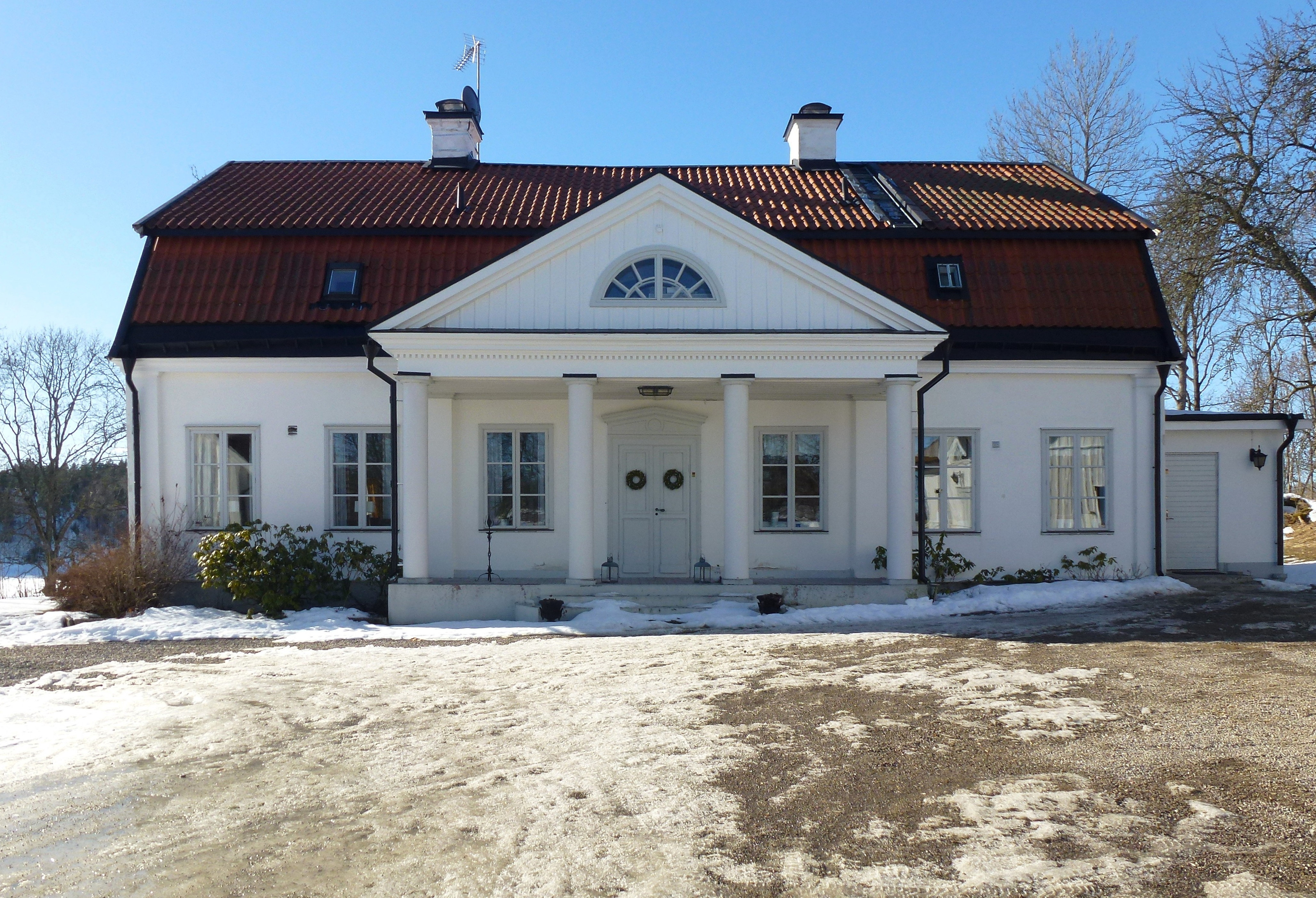
Ladvik, 2013.
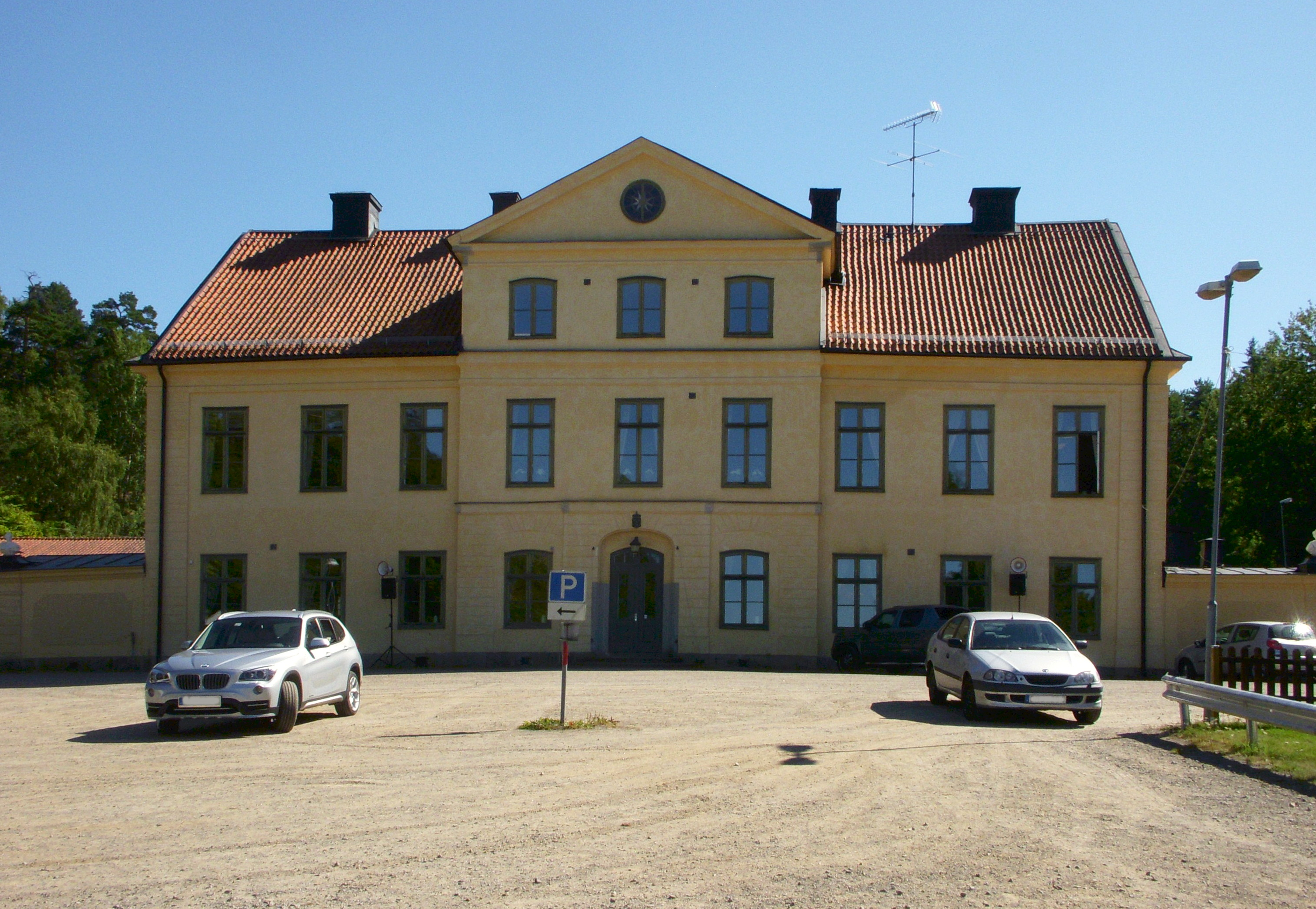
Vällinge, 2015.